# Nekrolog 1965
Nekrolog
◄◄
| ◄
| 1961
| 1962
| 1963
| 1964
| 1965 | 1966 | 1967 | 1968 | 1969 | ► | ►►
1. Quartal |
2. Quartal |
3. Quartal |
4. Quartal 
Weitere Ereignisse | Allgemeiner Nekrolog 1965
Die Beschreibung der verstorbenen Person sollte so kurz wie möglich gehalten sein und nur deren signifikante Tätigkeit(en) enthalten.
Neue Namen ggf. auch unter dem Geburts- und Sterbedatum, also etwa unter 1. Januar und im Geburts- und Sterbejahr (2024) eintragen (nur bei entsprechender großer Wichtigkeit). Für Beispiele siehe die schon vorhandenen Artikel.
Außerdem über die fünf zuletzt Verstorbenen, zu denen es einen ausreichend guten Artikel für eine Präsentation auf der Hauptseite gibt, nach der todesbedingten Überarbeitung der Artikel ggf. auch unter Wikipedia Diskussion:Hauptseite informieren und sie am besten auch in den anderen Wikipedia-Sprachversionen eintragen. Tipp: Regelmäßig bei news.google.de nach „ist tot“, „gestorben“ oder „verstorben“ suchen.
Wenn eine Person gestorben ist, gibt es viele Seiten zu dieser Person in der Wikipedia, die davon auch betroffen sind und entsprechend aktualisiert werden müssen. Beispiele: Namenübersichtsseite, Geburtsjahr, Geburtsort-Seiten und viele mehr.
Wie finde ich die betroffenen Seiten?
Im Suchfeld auf der linken Seite gibt man den Suchbegriff so ein: „Vorname Nachname“. Dann klickt man auf Volltext und alle Seiten mit entsprechendem Suchtext werden aufgerufen. Hier sieht man dann schnell, wo auch das Todesjahr Sinn macht oder sogar ein Teil des Artikels angepasst werden muss. Auch hilft das „Werkzeug“ auf der linken Seite sehr gut, um solche Seiten aufzufinden: „Links auf diese Seite“. Somit ist die Wikipedia wieder aktuell in allen Bereichen! Hinweis: bei Eintragung der Kategorie „Gestorben JAHR“ wird der Missbrauchsfilter 49 ausgelöst, was jedoch nicht schlimm ist. Siehe: Spezial:Missbrauchsfilter/49
Dies ist eine Liste von im Jahr 1965 verstorbenen bekannten Persönlichkeiten. Die Einträge erfolgen innerhalb der einzelnen Daten alphabetisch sortiert. Tiere sind im Nekrolog für Tiere zu finden.
Die Liste ist nach Quartalen aufgeteilt:
- Nekrolog 1. Quartal 1965: Januar, Februar und März
- Nekrolog 2. Quartal 1965: April, Mai und Juni
- Nekrolog 3. Quartal 1965: Juli, August und September
- Nekrolog 4. Quartal 1965: Oktober, November und Dezember

## Datum unbekannt
| Jüri Annusson                         | estnischer Chemiker, Hochschullehrer und Politiker                                              |  |
| Muhammad Nadschib ar-Rubai'i          | irakischer Staatspräsident                                                                      |  |
| Otto Aschmann                         | deutscher Kaufmann und Politiker (CDU), Oberbürgermeister von Oberhausen                        |  |
| Hilde Barz                            | deutsche Schauspielerin                                                                         |  |
| N. G. W. H. Beeger                    | niederländischer Mathematiker                                                                   |  |
| Joan Beretta                          | australische Mittelstrecken- und Crossläuferin                                                  |  |
| Herbert von Berger                    | Publizist und Beamter                                                                           |  |
| Karl Bertsch                          | deutscher Botaniker                                                                             |  |
| Karl Friedrich Beug                   | deutscher Industrieller                                                                         |  |
| Laurence Adolphus Bisson              | britischer Romanist und Literaturwissenschaftler                                                |  |
| Jules-François Blondel                | französischer Diplomat                                                                          |  |
| Donatien Bouché                       | französischer Segler                                                                            |  |
| Waldemar Breyer                       | deutscher Verwaltungsbeamter                                                                    |  |
| Craig Campbell                        | kanadischer Sänger (Tenor)                                                                      |  |
| Julio Cavestany de Anduaga            | spanischer Kunsthistoriker                                                                      |  |
| Walter Chlebowsky                     | deutscher Politiker; Bürgermeister in Minsk Mazowiecki und Belgard an der Persante              |  |
| Giovanni Battista Conzatti            | österreich-ungarischer Offizier                                                                 |  |
| Thilo Cornelissen                     | deutscher Musikpädagoge und Komponist                                                           |  |
| Beatrix von Degenschild               | österreichische Schauspielerin                                                                  |  |
| Curt Dietz                            | deutscher Geschäftsmann                                                                         |  |
| Ruth B. Drown                         | US-amerikanische Alternativmedizinerin                                                          |  |
| Charles Dubois                        | französischer Klassischer Archäologe                                                            |  |
| Francisco Antonio Encina              | chilenischer Historiker                                                                         |  |
| Mario A. Ferrero                      | italienischer Astronom und Asteroidenentdecker                                                  |  |
| Paul Fitts                            | US-amerikanischer Psychologe                                                                    |  |
| Adolf Freunthaller                    | österreichischer Gehörlosenlehrer                                                               |  |
| Emil Friedrich                        | deutscher Kommunalpolitiker (SPD/SED)                                                           |  |
| Anna Friessnegg                       | österreichische Gerechte unter den Völkern (Wien)                                               |  |
| Francesc Galí                         | katalanischer Maler und Kunsterzieher                                                           |  |
| Ernest Gevers                         | belgischer Degenfechter                                                                         |  |
| Luis Arturo González López            | guatemaltekischer Präsident                                                                     |  |
| Leo Gooden                            | US-amerikanischer Sänger, Nachtclubbesitzer, Musikproduzent und Songwriter                      |  |
| Ludwig Gorm                           | österreichischer Schriftsteller                                                                 |  |
| Alfred Guillaume                      | deutscher Islamwissenschaftler                                                                  |  |
| Edward Billings Ham                   | US-amerikanischer Romanist und Mediävist                                                        |  |
| Ross Hamilton                         | kanadischer Schauspieler                                                                        |  |
| John Harwood                          | britischer Erfinder und Uhrmacher                                                               |  |
| Gustav Kurt Hoffmann                  | deutscher Schauspieler und Theaterleiter                                                        |  |
| Rudolf Hübler                         | österreichischer Politiker (GDVP)                                                               |  |
| Gertrud Hurler                        | deutsche Pädiaterin                                                                             |  |
| Nathan Imenitoff                      | französischer Bildhauer und Maler                                                               |  |
| Charles Edmond Kayser                 | französischer Maler, Grafiker und Zeichner                                                      |  |
| Julia Kerr                            | deutsche Komponistin                                                                            |  |
| Khammao Vilai                         | laotischer Politiker, Premierminister der ersten freien laotischen Regierung (1945–1949)        |  |
| Hans Werner Kirchner                  | deutscher Maler und Schauspieler                                                                |  |
| Hartvig Klittegaard                   | dänischer Polizeihauptmann                                                                      |  |
| Walter Klocke                         | deutscher Künstler, Gestalter von Kirchenfenstern                                               |  |
| Manfred von Knobelsdorff              | deutscher SS-Obersturmbannführer und Burghauptmann von Wewelsburg                               |  |
| Martin Kollar                         | deutscher Unternehmer                                                                           |  |
| Franz Koppelhuber                     | österreichischer Architekt und Bildhauer                                                        |  |
| Franz Kuhlmann                        | deutscher Unternehmer                                                                           |  |
| Eduardo Labougle Carranza             | argentinischer Diplomat und Schriftsteller                                                      |  |
| Odette Le Fontenay                    | französische Opernsängerin und Gesangspädagogin                                                 |  |
| Walter Letsch                         | deutscher Staatsbeamter                                                                         |  |
| Leo Lewin                             | deutscher Kaufmann, Kunstsammler und Pferdezüchter                                              |  |
| Dan Lewis                             | walisischer Fußballtorhüter                                                                     |  |
| Teunis van der Linden                 | niederländischer Chemiker                                                                       |  |
| José López Lira                       | mexikanischer Jurist, Politiker und Rektor der Universidad Nacional Autónoma de México          |  |
| Robert Louis                          | französischer Heraldiker                                                                        |  |
| Maeda Fumitomo                        | japanischer Mathematiker                                                                        |  |
| Nicolae Malaxa                        | rumänischer Ingenieur und Industrieller                                                         |  |
| Hans Gerald Marckwald                 | deutscher Diplomat                                                                              |  |
| Gaston Maugras                        | französischer Diplomat                                                                          |  |
| Lydia Mei                             | estnische Malerin                                                                               |  |
| Adolph Metzger                        | deutscher Geologe                                                                               |  |
| Heinrich Molenaar                     | deutscher Gymnasialprofessor, Entwickler von Plansprachen, Philosoph und Schriftsteller         |  |
| Larry Morgan                          | US-amerikanischer Politiker                                                                     |  |
| Buster Moten                          | US-amerikanischer Jazzmusiker                                                                   |  |
| Wallace S. Murray                     | US-amerikanischer Diplomat                                                                      |  |
| Friedrich Nachtsheim                  | deutscher Kommunalpolitiker, Bürgermeister der Stadt Werl                                       |  |
| Basil Cochrane Newton                 | britischer Botschafter                                                                          |  |
| Hermann Nitz                          | deutscher Buchbinder                                                                            |  |
| Fernando Ocaranza Carmona             | mexikanischer Chirurg und Rektor der Universidad Nacional Autónoma de México                    |  |
| Ernestina Orlandini                   | deutsch-italienische Malerin                                                                    |  |
| Wilhelm Pertz                         | deutscher Widerstandskämpfer und Kölner Stadtrat der SPD                                        |  |
| Jekaterina Pawlowna Peschkowa         | russische Menschenrechtlerin und erste Frau Maxim Gorkis                                        |  |
| Emil Phillip                          | Diakon der evangelischen Gemeinde Zossen                                                        |  |
| Walter Piemann                        | österreichischer Kanute                                                                         |  |
| Antoine Porot                         | französischer Psychiater                                                                        |  |
| Mathilde Puchberger                   | österreichische Leichtathletin                                                                  |  |
| Richard Puchner                       | österreichischer Architekt                                                                      |  |
| Oscar Rabbethge                       | deutscher Zuckerindustrieller                                                                   |  |
| Hans Retzlaff                         | deutscher Fotograf und Dokumentarfilmer                                                         |  |
| Richard Riedel                        | deutscher Gärtner, Botaniker und Gartenarchitekt                                                |  |
| Karl Röder                            | deutscher Maschinenbau-Ingenieur und Konstrukteur von Dampfturbinen                             |  |
| Ralph L. Roys                         | Anthropologe und Historiker mit Forschungsschwerpunkt postklassische Maya-Kultur in Yucatán     |  |
| Ernest Sabatier                       | französischer katholischer Missionar auf den Gilbertinseln, dem heutigen Kiribati und Autor     |  |
| Alexander Nikolajewitsch Sacharjewski | russischer Physiker und Hochschullehrer                                                         |  |
| Pere Sastre Obrador                   | mallorquinischer Erfinder                                                                       |  |
| Paul Sattler                          | deutscher Kommunalpolitiker (SPD)                                                               |  |
| Friedrich Ludwig Scharf               | deutscher Uniformmaler                                                                          |  |
| Wilhelm Schmidhuber                   | deutscher Diplomat und Politiker (BP)                                                           |  |
| Hedwig Schmidl                        |                                                                                                 |  |
| Otto Schmidt                          | deutscher Arzt                                                                                  |  |
| Friedrich Seggel                      | deutscher evangelischer Pfarrer                                                                 |  |
| M. M. Sharif                          | pakistanischer Philosoph, Hochschullehrer, Persönlichkeit des Islams in Pakistan                |  |
| Shōda Shinoe                          | japanische Schriftstellerin                                                                     |  |
| Leon Simon                            | britischer Zionist und Publizist                                                                |  |
| Adolf Sindler                         | Kinderarzt in Düsseldorf und Haifa                                                              |  |
| Adolf Sonnenschein                    | deutscher Verwaltungsjurist und Ministerialbeamter                                              |  |
| Ulrich Stapenhorst                    | deutscher Verwaltungsjurist                                                                     |  |
| Charles Stewart                       | britischer Sportschütze                                                                         |  |
| Taimur ibn Faisal                     | Sultan von Maskat und Oman (1913–1932)                                                          |  |
| George Pirie Thomson                  | britischer Marineadmiral und Pressezensor                                                       |  |
| Erwin Erich Torenburg                 | deutscher Journalist und Schriftsteller                                                         |  |
| Karl Hermann Trinkaus                 | deutscher Collage-Künstler                                                                      |  |
| Abbott Payson Usher                   | US-amerikanischer Technikhistoriker                                                             |  |
| Paul Vollrath                         | deutscher Politiker (NSDAP), MdR (1940–1945)                                                    |  |
| Josef Waldhäuser                      | deutscher Postbeamter und Politiker (SPD)                                                       |  |
| Evodius Wallbrecht                    | deutscher Ordensgeistlicher und Journalist                                                      |  |
| Kurt Weinhold                         | deutscher Maler der Neuen Sachlichkeit                                                          |  |
| Karl Wever                            | deutscher Jurist und Staatsbeamter                                                              |  |
| Jan Willem Wijn                       | niederländischer Offizier und Historiker                                                        |  |
| Jimmy Wilson                          | US-amerikanischer Rhythm-and-Blues-Sänger                                                       |  |
| Morley Evans Wilson                   | kanadischer Geologe                                                                             |  |
| Dora With                             | österreichische Opernsängerin (≈65)                                                             |  |
| Justyn Wojsznis                       | polnischer Bergsteiger                                                                          |  |
| Erhard Wolff                          | rumänischer Industrieller schweizerischer Abstammung                                            |  |
| Josef Zahn                            | österreichischer Jurist, Bankangestellter und Person des österreichischen Genossenschaftswesens |  |
| Zhao Zunyue                           | chinesischer Politiker und Sprachwissenschaftler                                                |  |